# Comic Sans
Comic Sans는 빈센트 코네어가 제작한 글꼴이다. 1994년 마이크로소프트에 의해 공개되었다. 공개 초반에는 손으로 쓴 것 같은 글꼴로 자연스러운 느낌으로 인기가 좋았고, 다양한 문서에 사용되어, 문서만이 아니라 간판 등에서도 사용되었다. 하지만 과도하게 사용된 탓에 글꼴에 대한 인식이 점차 격식을 차리지 않은 자연스러운 글꼴에서 격식에 어울리지 않는 성의 없는 글꼴로 변화하였다. 현재는 격식을 차려야 하는 서류만이 아니라 간단한 안내문에 사용해도 비난을 받는 글꼴이 되었다.